# Салье, Марина Евгеньевна
Мари́на Евге́ньевна Салье́ (19 октября 1934, Ленинград — 21 марта 2012, Остров, Псковская область, по другим сведениям Санкт-Петербург) — советский учёный-геолог, советский и российский политик, экс-председатель Свободной демократической партии России, член Партии народной свободы (ПАРНАС).

## Биография
Салье родилась в семье горного инженера, преподавателя Ленинградского горного института и ЛГУ Евгения Александровича Салье (1904, Екатеринослав — 1971, Ленинград) и его троюродной сестры Натальи Буре (1905—1944), как и её муж, внучки петербургского часовщика Павла Буре (1810—1882). В 1941—1942 годах находилась в блокадном Ленинграде.
В 1952 году окончила школу № 74 и поступила на геологический факультет Ленинградского Горного института им. Г. В. Плеханова. Окончила его в 1957 году с получением специальности «геолог-геохимик».
В 1957—1958 годах Салье работала лаборантом, затем младшим научным сотрудником в Лаборатории геологии докембрия при АН СССР (с 1967 года — Институт геологии и геохронологии докембрия). В 1960—1963 годах обучалась в аспирантуре. В 1963 году защитила диссертацию на соискание учёной степени кандидата геолого-минералогических наук по теме «Пегматиты Чупинского района и закономерности размещения в них мусковита (Северная Карелия)».
С 1963 по 1990 год работала в Институте геологии и геохронологии докембрия в Ленинграде в должностях младшего (1963—1979), старшего (1979—1986), ведущего научного сотрудника (1986—1989) и научного консультанта (1989—1990).
В 1977 году пыталась защитить диссертацию на соискание учёной степени доктора геолого-минералогических наук по теме «Формации магнезиальных скарнов и пегматитов докембрия и роль регрессивного метаморфизма в их образовании». В 1985 году она защитила диссертацию на соискание учёной степени доктора геолого-минералогических наук по теме «Металлогения регрессивного этапа регионального метаморфизма».
Автор более ста научных работ по геологии.

### Политическая деятельность
С 1987 года Салье была активистом и лидером демократических организаций и движений Ленинграда. С 1989 года являлась членом оргкомитета учредительного съезда Ленинградского народного фронта (ЛНФ), членом координационного совета и правления ЛНФ. С 1989 по 1990 года занимала пост лидера Межрегиональной ассоциации демократических организаций (МАДО). Соратники шутя называли её «бабушкой русской демократии».
На Съезде народных депутатов РФ в июне 1990 года вошла во фракцию «Радикальные демократы», став одним из координаторов фракции. С апреля 1992 года — член парламентского блока «Коалиция реформ».
В августе 1990 года перешла на работу в Ленинградский городской Совет народных депутатов, став председателем комиссии по продовольствию. С января 1992 года работала членом Малого совета Санкт-Петербургского горсовета; с 14 апреля 1992 года исполняла обязанности постоянного представителя Санкт-Петербургского горсовета при Верховном совете России. Работала здесь до 1993 года.
В 1990 году стала одним из инициаторов создания и идеологом Свободной демократической партии России (СвДПР). Активно участвовала в движении «Демократическая Россия». В январе 1992 года была избрана сопредседателем движения, однако вскоре вместе с Юрием Афанасьевым приостановила своё членство в нём в знак несогласия с политикой руководства. Пыталась изменить политику движения путём созыва его внеочередного съезда, а после неудачи этих попыток весной 1992 года инициировала создание альтернативной организации «Российский учредительный союз». На учредительной конференции Союза, прошедшей в ноябре 1992 года, Салье была избрана председателем его Координационного совета; Союз выступил за созыв Учредительного собрания, суд над КПСС и против Ельцина, однако никаких последствий это не имело.
Была народным депутатом России с 1990 года до сентября 1993 года, участницей Конституционного совещания. В сентябре 1993 года поддержала роспуск парламента.
В 1998 году стояла у истоков коалиции «Правое дело»; в 1999 году была членом коалиции Правое дело, но отказалась от включения в список кандидатов в депутаты Госдумы по списку СПС. На президентских выборах 2000 года агитировала против Владимира Путина.
В 2001 году уехала из Москвы и поселилась в деревне Ладино Псковской области, прекратив политическую и общественную деятельность.
В марте 2010 года подписала обращение российской оппозиции «Путин должен уйти». Была политическим противником Владимира Путина, обвиняя его в махинациях на 100 млн долларов во время работы в Санкт-Петербурге.
В 2011 году вступила в ПАРНАС и призвала последовать её примеру членов Свободной демократической партии России. 4 февраля 2012 года открывала митинг «За честные выборы» на Конюшенной площади в Санкт-Петербурге.

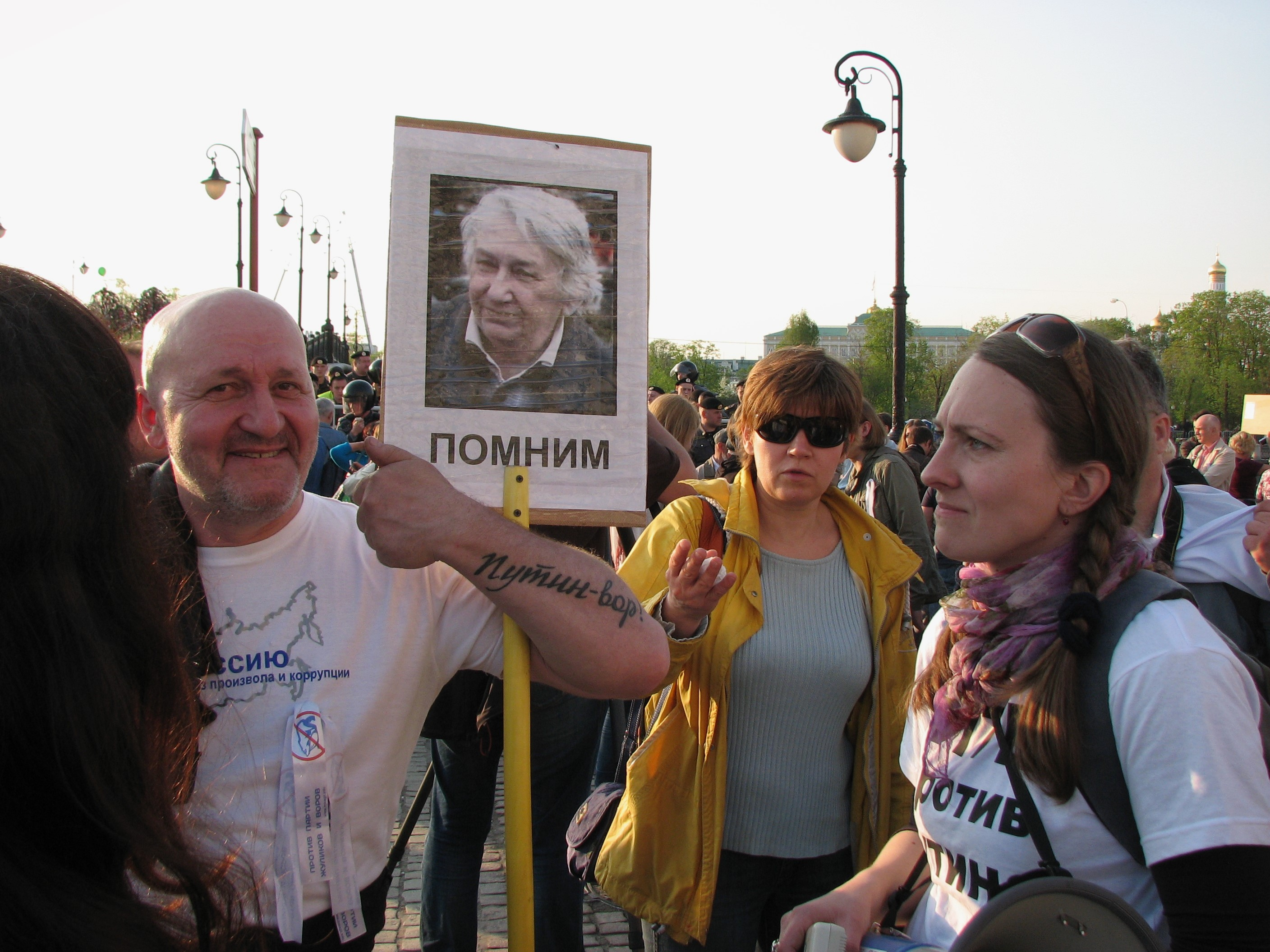
Портрет Марины Салье в руках участника антипутинской демонстрации «За честные выборы» 6 мая 2012 года в Москве

21 марта 2012 года радио «Свобода» опубликовало письмо Марины Салье Михаилу Прохорову, в котором Салье выразила намерение вступить в партию Прохорова и сообщила, что отозвала своё заявление о вступлении в ПАРНАС.
Скончалась 21 марта 2012 года от обширного инфаркта. Была похоронена после кремации на Серафимовском кладбище Санкт-Петербурга.

### Личная жизнь
Российско-американская журналистка Маша Гессен, которая брала интервью у Марины Салье для своей книги «Человек без лица: невероятный взлёт Владимира Путина», заявила в интервью Юрию Дудю, что Салье была «лесбиянкой старой школы», которая сожительствовала с женщиной-геологом, которую называла сестрой.
Дядя (родной брат отца) — востоковед и переводчик Михаил Александрович Салье. Сестра — Татьяна Евгеньевна Салье.

## «Доклад Салье» о поставках продовольствия в Петербург
В 1992 году Марина Салье и Юрий Гладков возглавляли комиссию Санкт-Петербургского городского Совета народных депутатов, созданную для расследования деятельности Владимира Путина, председателя комитета по внешним связям при мэре Санкт-Петербурга Анатолии Собчаке. После того, как комиссия представила результаты расследования, горсовет принял резолюцию, призывающую мэра отправить Путина в отставку и поручить прокуратуре расследовать подозрения в коррупции и хищении средств. Собчак проигнорировал рекомендацию. В докладе говорилось о программе «Ресурсы в обмен на продовольствие», связанной с бартерными поставками из-за рубежа продовольствия для Ленинграда в обмен на сырьё (нефти, леса, цветных и редкоземельных металлов) из государственных резервов.
В начале 2000 года журналисты, заинтересовавшись прошлым Путина, взяли интервью у Марины Салье, пытаясь привлечь внимание к результатам её расследования.
В 2001 году она переехала жить в деревню, расположенную более чем в 400 км от Санкт-Петербурга. С тех пор Салье появилась на публике только два раза: на митинге памяти Бориса Ельцина в Санкт-Петербурге, и там же открывала митинг на Конюшенной площади после марша «За честные выборы!» 4 февраля 2012 года. По некоторым сведениям, причиной столь внезапного отъезда явилась поздравительная телеграмма от Путина к Новому (2001) году, в которой он пожелал Салье здоровья и возможности его использовать. Сама Салье в своём интервью 2 марта 2010 года «Радио Свобода» опровергла эти сведения, объяснив, что подобной телеграммы она не получала, и что она «переехала из-за Юшенкова», увидев у него в приёмной подозрительных личностей. В этом интервью она также рассказала об имеющихся у неё документах, подтверждающих обвинения Путина в коррупции. Там же она объяснила свой отъезд в деревню страхом за свою жизнь.
Радио Свобода утверждало:

Марина Салье призналась корреспондентам РС, что пишет мемуары и уже завершила довольно большую их часть. Мемуары опираются на документы — у Салье сохранился чудом спасённый архив, в котором стопки решений мэра Петербурга Анатолия Собчака, признанных незаконными и отменённых горсоветом. Невзрачный с виду отчёт комиссии Салье включает 40 приложений.
— Радио Свобода. 3 марта 2010

## Звания и награды
- Медаль «В память 300-летия Санкт-Петербурга»
- Юбилейная медаль «50 лет Победы в Великой Отечественной войне 1941—1945»
- Юбилейная медаль «60 лет Победы в Великой Отечественной войне 1941—1945»
- Юбилейная медаль «65 лет Победы в Великой Отечественной войне 1941—1945 гг.»
- Медаль «В память 250-летия Ленинграда»
- Знак Исполкома Ленсовета «Житель блокадного Ленинграда»

## Основные работы
- Н. В. Горлов, К. А. Шуркин, М. Е. Салье. Беломорский комплекс Северной Карелии и юго-запада Кольского полуострова. Геология и пегматитоносность. — М.; Л.: Изд-во АН СССР, Ленингр. отделение, 1962. — 306 с.
- Мусковитовые пегматиты. Сб. статей. Отв. ред. М. Е. Салье. — Л.: «Наука». Ленингр. отделение, 1975. — 278 с.
- В. Л. Дук, М. Е. Салье, В. С. Байкова. Структурно-метаморфическая эволюция и флогопитоносность гранулитов Алдана. — Л.: «Наука». Ленингр. отделение, 1975. — 228 с.
- М. Е. Салье, В. А. Глебовицкий. Металлогеническая специализация пегматитов восточной части Балтийского щита. — Л.: «Наука». Ленингр. отделение, 1976. — 188 с.
- М. Е. Салье, С. С. Батузов, С. И. Душейко и др. Геология и пегматитоносность беломорид. — Л.: «Наука». Ленингр. отделение, 1985. — 248 с.
- М. Е. Салье, Д. П. Виноградов, Л. М. Гаврилова. Фракционирование изотопов кислорода в минералах полиметаморфических комплексов докембрия. — Л.: «Наука». Ленингр. отделение, 1988. — 157 с.
- М. Е. Салье. Мафрупция, мафрупция!!! Мафия и коррупция. — М.: [Б. и.], 1994. — 264 с.
- Эффективность действий политических партий в избирательной кампании (Материалы семинара 17—19 апр. 1993 г.). — С.-Пб.: «Художественная литература». С.-Петерб. отделение, 1994. — 336 с.
- Идеи и концепции либерализма в Западной Европе и России. Под ред. М. Е. Салье. — М.: Изд. Своб. дем. партии России, 1994.
- Концепция реформы местного самоуправления в современной России. Гл. ред. и сост. М. Е. Салье. — Екатеринбург: Изд. блока «Преображение отечества», 1995. — 86 с.
- М. Е. Салье. Шестая Государственная Дума и второй Президент России (Политические уроки). — М.: «Азбука», 1996. — 110 с. — ISBN 5-88229-006-6.
- М. Е. Салье. История свободных демократов России. 1990-2000. - М., 2000
- М. Е. Салье. Ностальгия (роман-воспоминание). Кн. 1. — С.-Пб.: «РИД», 2014. — 422 с.